# Vișeu de Sus
Vișeu de Sus (Hongaars: Felsővisó, Duits: Oberwischau, Oekraïens: Вишово-Вижнє) is een stad (oraș) in het Roemeense district Maramureș. De stad telt 16.698 inwoners (2007). Vanuit de stad vertrekt de enige in Europa nog opererende bosstoomtrein genaamd Mocăniță. De trein rijdt op smalspoor en vervoert hout.

## Bevolkingssamenstelling
- in 1900 had de stad 7562 inwoners waaronder 4191 Duitstaligen (55,42%), 1258 Roemenen (16,63%), 938 Hongaren (12,40%) en 271 Roethenen (3,58%)
- in 2002 had de stad 15 878 inwoners waaronder 13 878 Roemenen (87,40%), 1113 Duitstaligen (7%), 530 Hongaren (3,33%) en 274 Oekraïners (1,72%)